# Enfermedad del suero
La enfermedad del suero aguda, prototipo de una enfermedad por inmunocomplejos sistémica o generalizada, es una reacción producida en contra de las proteínas (que actúan como antígenos) circulantes del suero. Fue descrita por primera vez por Clemens Von Pirquet y Béla Schick en 1906.

## Etiopatogenia
Se produce por un exceso relativo de antígenos circulantes, que forman inmunocomplejos pequeños que persisten en la circulación. Ocurre al administrar sueros heterólogos en cantidades suficientes que son reconocidos como extraños y por tanto se comportan como xenoantígenos, dando lugar a la formación de anticuerpos contra ellos, provocando que aparezcan en el organismo inmunocomplejos que se depositan y producen el daño.

## Síntomas
Los síntomas pueden tardar hasta 40 días en aparecer tras la exposición, y pueden incluir signos y síntomas comúnmente asociados a reacciones alérgicas o infecciones, tales como eflorescencia, artralgia, fiebre,  linfadenopatías y afectación del estado general.
Otros signos incluyen disminución de la presión arterial o incluso shock, coma, glomerulonefritis y proteinuria. Puede imitar a una reacción alérgica inmediata como también una reacción alérgica tardía.

## Tratamiento
- Descontinuación del agente que produjo la reacción, lo que lleva a que los síntomas desaparezcan en 1-2 días.
- Corticoides: pueden ser prescritos en las formas más graves.
- Antihistamínicos
- El uso de plasmaféresis también ha sido descrito, aunque solo para los casos más graves.[2]